# Kamelhaar

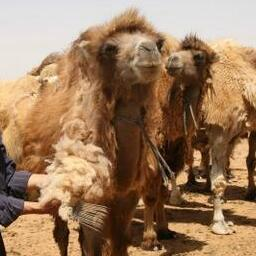
Ein Baktrisches Kamel, dessen Haar geschoren und für Kleidung verwendet wird.

Kamelhaar bezeichnet das gelblich bis rötlich-braune Fell der in Asien und Afrika beheimateten Kamele. Es enthält in seiner Struktur grundverschiedene Haarsorten. Das Grannenhaar (Deckhaar) ist schlicht und grob, während das Flaumhaar (Unterhaar) gekräuselt und fein ist. Die Haare werden weder geschoren noch ausgekämmt, sondern fallen im Frühjahr büschelweise aus. Im textilen Bereich findet fast ausschließlich das wertvollere, leicht und gut verspinnbare Flaumhaar Verwendung. In Frankreich wurden im Jahr 1857 Versuche angestellt, um daraus Fäden verfertigen zu können, um damit Schals produzieren zu können. Bedingt durch die Seltenheit, Weichheit und Feinheit wird das Flaumhaar oft mit Schurwolle gemischt verarbeitet.
Pinsel, die vom Hersteller als Kamelhaar deklariert werden, sind oft nur Haare von Pferden und Ziegen oder eine Kombination aus diesen. Daher variieren die Saugfähigkeit, die Textur und andere Eigenschaften von sogenannten Kamelhaarpinseln sehr stark. Flaumhaar ist grundsätzlich unbrauchbar für Pinsel.